# Oleeae
Oleeae, biljni tribus iz porodice maslinovki. Sastoji se od četiri podtribusa drveća i grmova unutar kojih je najznačajniji rod uljika ili maslina (Olea), od ostalih pripadaju im i rodovi jasen (Fraxinus), šrebera (Schrebera), hionant (Chionanthus), forestijera (Forestiera), kalina ili zimolezina (Ligustrum), osmant (Osmanthus),  zelenika ili komorika (Phillyrea) i jorgovan (Syringa)

## Podtribusi
1. Fraxininae E. Wallander & V.A. Albert
2. Ligustrinae Koehne
3. Oleinae Wallander & V.A.Albert
4. Schreberinae Wallander & V. Albert, 2000